# Couple zinc-cuivre
Un couple zinc-cuivre est un alliage de zinc et de cuivre utilisé comme réactif en synthèse organique. Son utilisation en chimie s'est répandue après la publication par  Howard E. Simmons et Ronald D. Smith de son utilisation comme source de zinc activé pour la formation d'un organozincique utilisé pour la réaction de Simmons-Smith de cyclopropanation des alcènes. Il est également largement employé comme réactif dans d'autres réactions impliquant du zinc activé.
Le terme couple zinc-cuivre ne fait pas référence à une structure chimique ou une composition d'alliage définie car il peut contenir une proportion variable de zinc et de cuivre, généralement plus de 90 % de zinc bien que certaines réactions puissent faire appel à des alliages contenant de l'ordre de 50 % de cuivre. Ce « couple » est souvent préparé sous forme d'une poudre sombre mise en suspension dans un solvant à base d'éther et utilisée en léger excès par rapport au substrat. L'activation du zinc par le cuivre est essentielle à l'efficacité de ce réactif, mais l'origine de cet effet est mal documentée. On pense que le cuivre accroît la réactivité du zinc à la surface de l'alliage.

## Préparation
Un couple zinc-cuivre peut être préparé par différentes méthodes, en fonction essentiellement de la source de cuivre, du taux de cuivre par rapport au zinc, de l'état physique du zinc (par exemple, pulvérulent ou granulés), de l'utilisation d'acides protiques et d'autres additifs, ou encore de la température de préparation. Dans la plupart des cas, l'alliage est préparé et isolé avant utilisation, mais il existe également des procédés aboutissant à des formes stockables pour utilisation ultérieure. La plupart de ces méthodes de préparation mettent en œuvre la réduction d'une forme oxydée de cuivre avec du zinc, qui est ajouté en excès.
L'une des premières méthodes de préparation du couple zinc-cuivre consistait à traiter un mélange de poussières de zinc et d'oxyde de cuivre(II) CuO avec de l'hydrogène H2 à 500 °C. Une méthode plus pratique et moins chère consiste à traiter de la poudre de zinc avec de l'acide chlorhydrique et du sulfate de cuivre CuSO4. Le traitement d'une poudre de zinc avec du monohydrate d'acétate de cuivre(II) (CH3COO)2Cu·H2O dans de l'acide acétique CH3COOH chaud est réputé être très reproductible. Il est également possible de produire du couple zinc-cuivre par une réaction in situ d'un équivalent de poussière de zinc avec un équivalent de chlorure de cuivre(I) CuCl ou de poudre de cuivre dans un reflux d'éther. Le choix d'une méthode est dicté avant tout par l'effet attendu du couple zinc-cuivre. Le développement de nouvelles méthodes de préparation est né de l'intérêt de disposer d'alliages aux propriétés bien caractérisées.

## Applications
Le couple zinc-cuivre a été largement utilisé en synthèse organique, essentiellement dans la réaction de Simmons-Smith de cyclopropanation des alcènes. Dans ce procédé, le couple — généralement en suspension dans un solvant à base d'éther — réagit avec du diiodométhane CH2I2 pour produire de l'iodure d'iodométhylzinc IZnCH2I, intermédiaire responsable de la cyclopropanation :
Znn(Cu) + CH2I2 ⟶ IZnCH2I + Znn–1(Cu).
La réaction de cyclopropanation elle-même peut-être écrite de la manière suivante :

Cyclopropanation d'un alcène par l'iodure d'iodométhylzinc, libérant de l'iodure de zinc ZnI2.

Le couple zinc-cuivre est également utilisé pour produire des réactifs alkylzinc pour additions nucléophiles conjuguées comme agent de déshalogénation, pour le couplage réducteur de composés carbonylés et pour réduire des alcènes et alcynes déficitaires en électrons. La vitesse de la cycloaddition des α,α’-dibromocétones sur des 1,3-diènes sous l'action du couple zinc-cuivre peut être accrue par sonication.

Exemple d'accélération par sonication d'une addition nucléophile conjuguée par couple zinc-cuivre.